# Субашич, Бранимир
Бра́нимир Су́башич  (серб. вуковица: Бранимир Субашић; гаевица: Branimir Subašić, азерб. Branimir Subaşiç; 7 апреля 1982, Белград) — сербский и азербайджанский футболист, нападающий.
В 2007 году принял гражданство Азербайджана. В 2005—2008 гг. был одним из ведущих игроков футбольного клуба «Нефтчи» (Баку). Летом 2008 вернулся на родину, подписав контракт с сербским клубом «Црвена Звезда». Но затем не смог попасть в основной состав и в сезоне 2010/11 вернулся в Азербайджан выступать за «Габалу». Является одним из лучших форвардов Азербайджана. Имеет опыт выступления за юношескую[какую?] сборную Сербии и национальную сборную Азербайджана.

## Клубная карьера
Футбольную карьеру начал в 1997 году в клубе «Железник» из Белграда. До прихода в «Нефтчи» в 2005 году, играл в клубах «Остенде» (Бельгия), «Бове» (Франция), «Черноморец» (Одесса) и «Амкар» (Пермь).
Полноценный дебют Субашича в составе «Нефтчи» в еврокубках состоялся 3 августа 2005 года, в рамках ответного матча второго этапа Лиги чемпионов против бельгийского «Андерлехта», в котором «Нефтчи» одержал победу со счётом 1:0.
После трёх лет удачного выступления за «Нефтчи» летом 2008 года переехал на родину и подписал контракт с Црвена Звезда. Но затем не смог попасть в основу и был отдан в аренду в «Чанчунь Ятай». В Китае занял второе место и вернулся в Сербию. Но после этого снова поссорился с главным тренером, и ему не продлили контракт. После этого Бранимир снова вернулся в Азербайджан и подписал контракт с «Габалой» сроком на один год. За сезон провёл 19 встреч и забил 2 гола. В конце сезона не получил предложение о продления контракта и покинул клуб. В августе 2011 года подписал контракт с клубом «Хазар-Ленкорань».

## Сборная Азербайджана
Первую игру в составе сборной Азербайджана провёл 7 марта 2007 года в рамках Международного футбольного турнира «Кубок Алма-ТВ — 2007» в Шымкенте (Казахстан) против сборной Узбекистана, в котором сборная Азербайджана победила со счетом 1:0, благодаря единственному голу, забитому Бранимиром Субашичем на 55-й минуте.
В общей сложности провёл в составе сборной Азербайджана 7 игр, в рамках официальных и международных встреч, три из которых оказались для команды победными. 21 мая 2007 года главный тренер сборной Азербайджана Шахин Диниев огласил новый список сборной на предстоящие 2 игры с командами Польши и Казахстана. Из натурализованных легионеров в состав попали лишь Чертоганов и Субашич.
В июне 2008 вызван в сборную новым главным тренером сб. Азербайджана Берти Фогтсом. Принял участие в товарищеском матче против сборной Андорры 04 июня 2008 (1:2), в котором забил победный мяч после розыгрыша углового. 19 ноября 2008 в товарищеском матче против сборной Албании (1:1) также отметился точным ударом. Летом 2009 года объявил о намерении прекратить выступления за сборную Азербайджана. Но в 2010 году после возвращения объявил о том, что хочет вернуться в сборную. После удачной игры в «Габале» в ноябре 2010 года он был призван в сборную Азербайджана на матч со сборной Черногории.

## Достижения
- Победитель Кубка чемпионов Содружества 2006 года, финалист 2005 года, в составе команды «Нефтчи».
- Трёхкратный призёр Чемпионатов Азербайджана в составе бакинского «Нефтчи»: серебро сезона 2006-07, бронза 2005/06 и 2007/08.
- Серебряный призёр чемпионата Китая: 2009/10

## Вне поля
- В 2007 году познакомился с сербской девушкой в Баку. Через 3 года они поженились.
- Записал совместный трек с азербайджанским Dj Sinedd в 2009 году.